# Bruno Bini

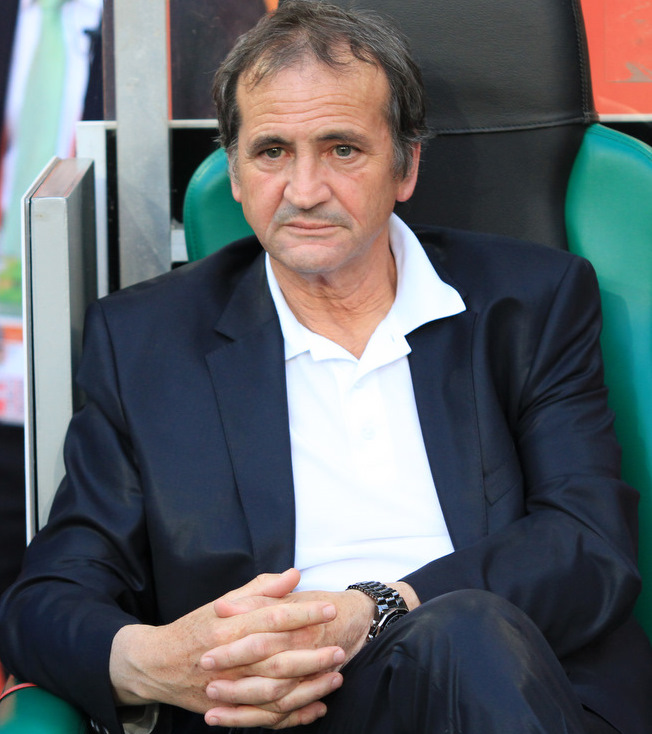
Bruno Bini

Bruno Bini (* 1. Oktober 1954 in Orléans) ist ein ehemaliger französischer Fußballer und jetziger Trainer. Von 2007 bis 2013 trainierte er hauptverantwortlich Frankreichs Frauennationalelf und von 2015 bis 2017 die chinesischen Frauen.

## Karriere als Spieler
Bruno Bini, dessen Vater Pierre ein erfolgreicher Profifußballer gewesen war, der mit Stade Reims Ende der 1940er Meister und Pokalsieger wurde, hat selbst nie in der höchsten Liga gespielt. Als Jugendlicher gehörte Bruno Bini zwei Klubs aus der Heimat seiner Vorfahren an, zunächst Laragne Sports und von 1971 bis 1973 AS Aix. Seine weiteren Stationen waren AS Nancy (1973/74), Tours FC (1974/75), Arago Sport Orléanais (1975/76), FC Meung-sur-Loire (1976–1979) und US Orléans (1979–1981).

## Karriere als Trainer und Funktionär

### Erste Schritte
Von 1976 bis 1985 arbeitete Bruno Bini als Sporterzieher im Justizdienst; die nächsten drei Jahre war er für die Organisation des Spielbetriebs im Département Eure-et-Loir zuständig. Seit September 1993 war er zusätzlich Assistenztrainer der Juniorinnennationalelf und seit September 1997 Chefcoach der französischen U-18/U-19 der Frauen. Im Auftrag der FIFA leitete er Mitte der 1990er nebenbei wiederholt Trainerlehrgänge in Afrika, darunter in Guinea und Ruanda.
Im Jahr 1998 war er in Doppelfunktion außerdem für den Spielbetrieb im Département Loiret, seit Januar 1999 für denjenigen der Ligue de Méditerranée in der südöstlichsten Region Frankreichs zuständig. Seine größten Erfolge im Jugendbereich erreichte er, als seine Spielerinnen bei der U-19-Europameisterschaft 2002 in Schweden Vize- und bei der EM 2003 in Deutschland Europameisterinnen wurden.

### Frauennationaltrainer
Als die Frauennationaltrainerin Élisabeth Loisel Anfang 2007 ihren Rücktritt erklärte, bestimmte der nationale Fußballverband FFF Bini zu ihrem Nachfolger; sein erstes großes Ziel mit den Frauen, die Qualifikation zur Europameisterschaft 2009 in Finnland, bei der die Bleues sich vor allem gegen Island durchsetzen mussten, erreichte er mit nur einer Niederlage. Noch souveräner gelang seinen Spielerinnen, von denen er etliche bereits in den Jugendauswahlen betreut hat, die Qualifikation zur Weltmeisterschaft 2011. Bei der WM-Endrunde in Deutschland erreichten die offensiv und kombinationssicher auftretenden Französinnen das Halbfinale, in dem sie allerdings ebenso unterlagen (1:3 gegen die USA) wie im Spiel um den dritten Platz (1:2 gegen Schweden). Dennoch stellte dieser vierte WM-Rang das bis dahin erfolgreichste Abschneiden der Bleues dar, zumal er mit der erstmaligen Teilnahme am olympischen Fußballturnier 2012 verbunden war. Anschließend verlängerte FFF-Präsident Noël Le Graët Binis Vertrag bis 2013; nachdem Frankreich sich für die Europameisterschaft 2013 qualifiziert hatte, galt er automatisch für zwei weitere Jahre bis einschließlich der Weltmeisterschaft 2015.
Ende Oktober 2011 hatte die FIFA Bruno Bini für ihre zehn Personen umfassende Vorauswahl für die Auszeichnung als FIFA-Frauenfußballtrainer(in) des Jahres 2011 (Ballon d’Or) nominiert, bei der er auf den dritten Platz gewählt wurde; auch 2012 gehört er wieder zu den zehn Kandidaten und rangierte am Ende erneut auf Platz drei. Nachdem die Französinnen auch das olympische Turnier 2012 ohne Medaille abgeschlossen hatten – wenngleich sie dort das erfolgreichste europäische Team waren –, dachte der Trainer öffentlich darüber nach, ob er noch der Richtige sei, die Nationalspielerinnen zu motivieren. Anschließend schloss er nicht nur die EM-Qualifikationsspiele mit den Französinnen erneut ohne Punktverlust ab, sondern auch – als einzige teilnehmende Nation – die drei Gruppenspiele bei der Endrunde in Schweden. Dass das favorisierte Frankreich im anschließenden Viertelfinale, wie schon 2009, nach Elfmeterschießen ausschied, warf in den heimischen Medien die Frage nach den Ursachen dafür auf, weshalb die Bleues in entscheidenden Situationen immer wieder scheiterten und welches der Anteil des Trainers daran sei. Wenige Tage später entschied das Exekutivkomitee der FFF, Binis bis 2015 laufenden Vertrag nach insgesamt 99 Spielen (davon 69 siegreiche und lediglich 14 verlorene) als Chefcoach vorzeitig zu beenden und den bisherigen U-18-Nationaltrainer Philippe Bergeroo an seine Stelle zu setzen. Nach 28 Jahren Tätigkeit für die FFF einigten sich beide Seiten im November 2013 über die Modalitäten der Vertragsauflösung.
Im September 2015 stellte der chinesische Fußballverband CFA Bini als seinen neuen Frauennationaltrainer vor. Im ersten Spiel unter seiner Leitung gewannen die Chinesinnen mit 2:1 gegen den WM-Dritten England. Für Bini war es das 100. Spiel als Nationaltrainer. Anschließend bezwangen seine Spielerinnen auch die USA. Er hatte einen Einjahresvertrag mit drei Jahren Option unterschrieben – in Hinblick auf die Weltmeisterschaft 2019 in Frankreich. Im Januar 2016 gewann er mit der chinesischen Mannschaft das Vier-Nationen-Turnier in Shenzhen gegen Mexiko, Südkorea und Vietnam. Außerdem führte er seine Frauschaft zum olympischen Fußballturnier 2016 in Brasilien; auf dem Weg dorthin hatte diese unter anderem mit Japan den Silbermedaillengewinner des Turniers von 2012 ausgeschaltet. Im Viertelfinale scheiterte China knapp am späteren Turniersieger Deutschland. Nach 42 Länderspielen allerdings wurde Bini Mitte November 2017 vorzeitig von seinen Aufgaben entbunden und durch das Duo Sigurður Ragnar Eyjólfsson/Sun Wen ersetzt.

### Trainerphilosophie
Binis Credo beruht auf der Erkenntnis, dass die Französinnen „mit der Zweikampfstärke und der Laufschnelligkeit von Deutschen, Schweden oder Norwegern nicht mithalten können, weshalb wir diesen unsere technischen und taktischen Vorzüge entgegensetzen müssen“. Dafür ist die Teamfähigkeit von hervorragender Bedeutung; so begründete er seine Auswahl des WM-Kaders 2011 mit den Worten „Das sind nicht die 21 besten Spielerinnen Frankreichs, aber die besten, die als Gruppe im Wettbewerb weit kommen können“.
Für seine Trainertätigkeit besonders prägend waren Albert Batteux, bei dem er als Kind häufig zuhause war („er besaß die Magie des Wortes“), Michel Hidalgo („Aufgrund seiner humanistischen Grundeinstellung und seiner Betonung der Erzieherrolle des Trainers empfinde ich mich etwas wie sein Sohn“) und, in jüngerer Zeit, „Gaby“ Robert, der ihn vom Vorrang des Spielens vor dem Kämpfen überzeugte. Seine eigene Interpretation dieser Erzieherrolle äußerte sich beispielsweise während der Weltmeisterschaft 2011 darin, dass der Camus-Liebhaber in den Mannschaftshotels jeweils ein Zimmer als „Sport- und Literaturcafé“ einrichtete, das er mit rund 50 Titeln bestückte (darunter Werke von Rimbaud, Apollinaire, Saint-Exupéry, aber auch Coelho).
Bruno Bini ist verheiratet und Vater eines Kindes.